# Dasychira collenettei
Dasychira collenettei är en fjärilsart som beskrevs av Griveaud 1973. Dasychira collenettei ingår i släktet Dasychira och familjen tofsspinnare. Inga underarter finns listade i Catalogue of Life.